# Batuaji (Kerambitan)
Batuaji is een bestuurslaag in het regentschap Tabanan van de provincie Bali, Indonesië. Batuaji telt 2206 inwoners (volkstelling 2010).